# Куриунополис

Куриунополис на карте штата.

Куриунополис (порт. Curionópolis) — муниципалитет в Бразилии, входит в штат Пара. Составная часть мезорегиона Юго-восток штата Пара. Входит в экономико-статистический микрорегион Парауапебас. Население составляет 18 288 человек на 2010 год. Занимает площадь 2369,098 км². Плотность населения — 7,72 чел./км².

## История
Город основан 10 мая 1988 года. 

## Демография
Согласно сведениям, собранным в ходе переписи 2010 г. Национальным институтом географии и статистики (IBGE), население муниципалитета составляет:
| Полное население                               | Полное население                               | Полное население                               | Полное население                               | 18 288 |
| ---------------------------------------------- | ---------------------------------------------- | ---------------------------------------------- | ---------------------------------------------- | ------ |
| в том числе:                                   | Городское население                            | 12 530                                         | Процент городского населения, %                | 68,51  |
|                                                | Сельское население                             | 5758                                           | Процент сельского населения, %                 | 31,49  |
|                                                | Мужское население                              | 9666                                           | Процент мужского населения, %                  | 52,85  |
|                                                | Женское население                              | 8622                                           | Процент женского населения, %                  | 47,15  |
| Плотность населения, чел/км²                   | Плотность населения, чел/км²                   | Плотность населения, чел/км²                   | Плотность населения, чел/км²                   | 7,72   |
| Население муниципалитета в % к населению штата | Население муниципалитета в % к населению штата | Население муниципалитета в % к населению штата | Население муниципалитета в % к населению штата | 0,24   |

По данным оценки 2015 года, население муниципалитета составляет 17 709 жителей.

## Статистика
- Валовой внутренний продукт на 2003 год составляет 61 360 999,00 реалов (данные: Бразильский институт географии и статистики).
- Валовой внутренний продукт на душу населения на 2003 год составляет 3741,75 реалов (данные: Бразильский институт географии и статистики).
- Индекс развития человеческого потенциала на 2000 год составляет 0,682 (данные: Программа развития ООН).

## Важнейшие населенные пункты
| № | Населённый пункт | Населённый пункт (порт.) | Категория | Население чел. (2010) | На карте                       |
| - | ---------------- | ------------------------ | --------- | --------------------- | ------------------------------ |
| 1 | Куриунополис     | Curionópolis             | город     | 12 530                | 6°05′50″ ю. ш. 49°36′02″ з. д. |
| 2 | Серра-Пелада     | Serra Pelada             | поселок   | 3921                  | 5°56′53″ ю. ш. 49°39′39″ з. д. |
| 3 | Гаримпу-да-Котия | Garimpo da Cotia         | поселок   | 68                    | 5°59′22″ ю. ш. 49°31′49″ з. д. |